# It's just like riding a bike
It's just like riding a bike (en inglés: Es como andar en bicicleta) es el 150° episodio de la serie de televisión norteamericana Gilmore Girls, el 19° de la séptima temporada.

## Resumen del episodio
Lorelai vuelve a ir al restaurant de Luke luego de varios meses, lo que genera una situación un tanto extraña.
El jeep de Lorelai se descompone, pero tan mal que le saldría más caro comprar un auto nuevo; por esto, va a su trabajo en bicicleta, actividad que hace rato no practicaba. Como no sabe mucho de autos, pide ayuda a Luke, quien lo acompaña a una playa de venta, pero ella no encuentra nada que le guste y además se siente incómoda con él; terminan discutiendo y sin comprar nada.
Los hijos de Jackson contraen viruela, por lo que su esposa desea mandarlo a él a un hotel porque nunca la tuvo. Lorelai se ofrece a tenerlo en su casa por unos días, pero cuando ella no está, él accidentalmente rompe la casita de muñecas. Se lo cuentan a Lorelai con Sookie, pero también que encontraron en Internet un gran reparador que tratará de ponerla como nueva.
Más tarde, Luke busca un buen auto igual al de Lorelai (modelo 1999), habla al comprador y lo prueba, para luego decirle a Lorelai que lo compre y le haga sacar el motor para ponérselo al suyo.
Mientras, Rory está esperando la respuesta de New York Times, y Paris se entera de que fue aceptada tanto en Derecho como en Medicina, en un total de 6 universidades; esto le hace decidir romper con su novio para no tener una relación a la distancia, pero al final vuelven. Finalmente, Rory recibe la carta del diario diciéndole que no fue aceptada para la beca. 
- Datos: Q5923067

## Curiosidades
En la escena en la que Lorelai se sube a la camioneta de Luke, después de ver los autos, se observa el reflejo de dos personas (camarógrafos).